# Yaḩmūreh-ye Yek
Yaḩmūreh-ye Yek (persiska: یحموره یک) är en ort i Iran.   Den ligger i provinsen Khuzestan, i den centrala delen av landet, 500 km sydväst om huvudstaden Teheran. Yaḩmūreh-ye Yek ligger 26 meter över havet och antalet invånare är 369.
Terrängen runt Yaḩmūreh-ye Yek är mycket platt. Runt Yaḩmūreh-ye Yek är det ganska tätbefolkat, med 120 invånare per kvadratkilometer. Närmaste större samhälle är Zovīyeh-ye Do, 13,8 km nordost om Yaḩmūreh-ye Yek. Trakten runt Yaḩmūreh-ye Yek består till största delen av jordbruksmark.